# 피네
피네(Fine)는 대한민국의 3인조 록 밴드이다.

## 음반 목록
정규
- 2015: 《서로의 도시》

EP
- 2013: 《Cherry Blossom》

싱글
- 2012: 홈